# مینتمن (سازمان ضد کمونیستی)
مینتمن (به انگلیسی: Minuteman) یک گروه جنگ طلب ضد کمونیسم و طبیعت‌گرا بود که در اوایل دهه ۱۹۶۰ در ایالات متحده تشکیل شد. مؤسس و سر دسته گروه رابرت دیپو بود، که یک بیوشیمی دان از نوربورن، میزوری بود. عقیده گروه مینتمن این بود که به زودی کمونیسم ایالات متحده را فرا می‌گیرد. این گروه خود را مسلح کردند و آماده سرکوب خشونت‌آمیز افراد و گروه‌هایی شدند که آنها را غیر آمریکایی می‌پنداشتند. اعضای مینتمن خود را در سلولهای کوچک سازماندهی کردند و سلاح‌هایی را برای یک ضدانقلاب پیش‌بینی شده ذخیره کردند. اعضا در سن دیگو رفتند که به عنوان اعضای سازمان ارتش مخفی و بخشی از کوینتلپرو برای اف‌بی‌ای کار کنند.
در فوریه سال ۱۹۶۸، دیپو توسط هیئت منصفه دادگاه عالی فدرال در سیاتل، واشینگتن (ایالت) به توطئه و اقدام برای سرقت از بانک متهم شد. همچنین او در سال ۱۹۶۸، به خاطر سرپیچی از قانون فدرال در رابطه با سلاح گرم بازداشت شد. او با قرار وثیقه آزاد شد و برای یک سال به صورت زیرزمینی فعالیت و زندگی کرد، تا اینکه در سال ۱۹۶۹ در تروت اور کانسکونس، نیومکزیکو دستگیر شد. او در مه ۱۹۷۳ از زندان آزاد شد. دیپو بعداً یک راهنمای زنده ماندن به نام آیا میتونی زنده بمونی؟ نوشت، و مدت کوتاهی با لیبرتی لابی همکاری کرد.
دیپو، در ۳۰ جوئن ۲۰۰۹ در ۸۶ سالگی، در خانه اش مرد.

## انتشارات
انتشارات مینتمن شامل یک روزنامه به نام «On Target» می‌شد.
- اصول جنگ چریکی، رابرت دیپو. منتشر شده توسط مینتمن، سن دیگو، کالیفرنیا، ۱۹۶۱. ۱۰ صفحه.[۳]
- نقشه راه پیروزی، رابرت دیپو. 1966.[۴]
- آیا میتونی زنده بمونی؟ رابرت دیپو. منتشر شده توسط انتشاراتی Desert، ال‌دورادو، آریزونا، ۱۹۷۳. ۲۱۴ صفحه. شابک ‎۰−۸۷۹۴۷−۴۴۲−۴.[۵]